# Myszkówka jemeńska
Myszkówka jemeńska (Ochromyscus yemeni) – gatunek gryzonia z rodziny myszowatych, występujący na Bliskim Wschodzie.

## Systematyka

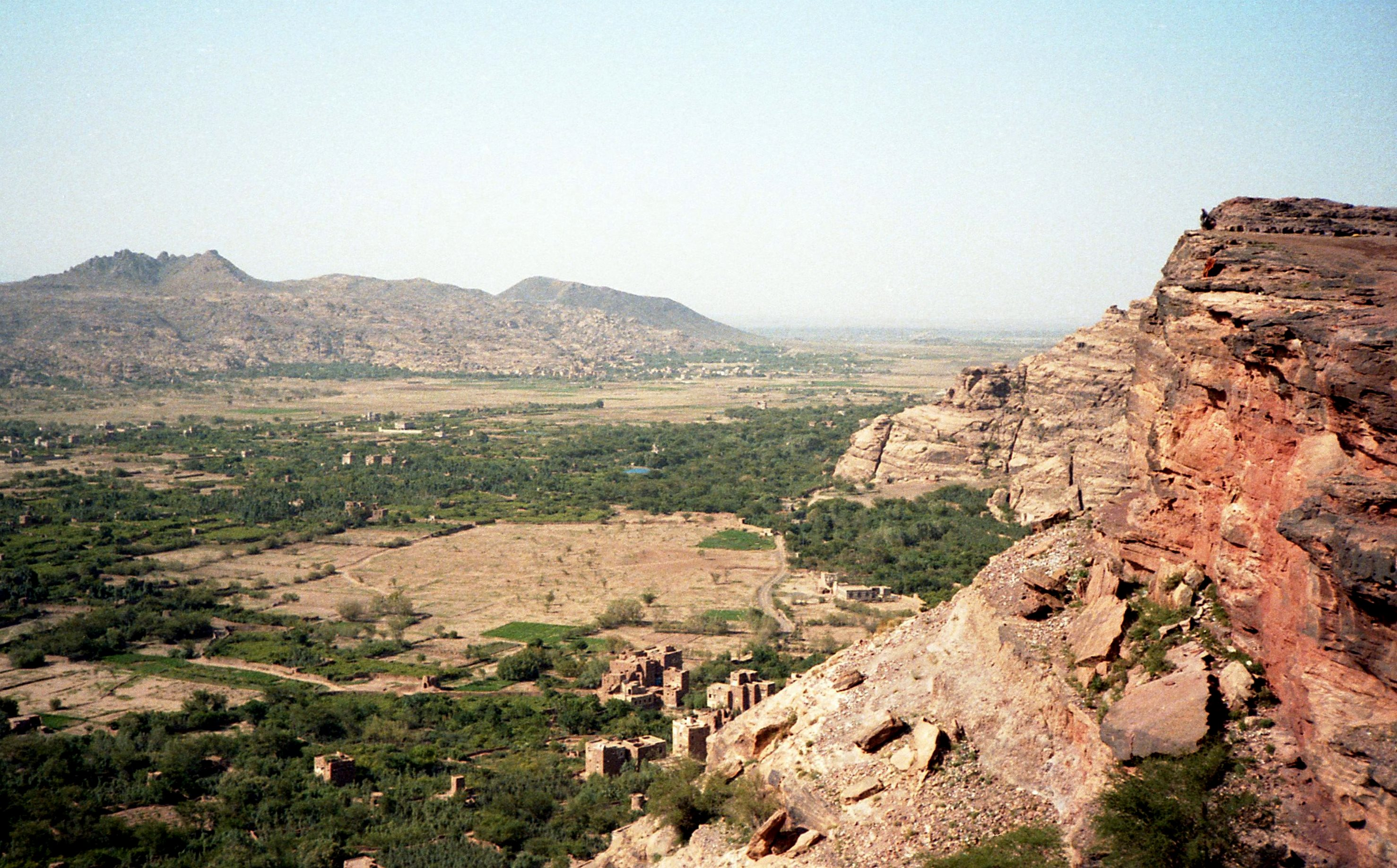
Wadi Dhar, miejsce występowania gatunku

Gatunek ten został opisany naukowo w 1953 roku przez C. Sanborna i H. Hoogstraala, jako podgatunek afrykańskiej myszkówki sawannowej (Myomyscus brockmani, dawniej Myomys fumatus). Myszkówka jemeńska ma jednak większe rozmiary ciała, czaszki i zębów. Analizy mtDNA sugerują, że gatunek ten jest bliżej spokrewniony z Praomys verschureni niż z innymi myszkówkami, ale z drugiej strony analizy genów kodujących białko IRBP wskazują, że gatunek ten, wraz z myszkówką sawannową, tworzy grupę siostrzaną względem wąskogłówek (Stenocephalemys). Miejsce typowe to Wadi Dhar, 9,7 km na północny zachód od Sany w Jemenie.

## Biologia
Myszkówka jemeńska występuje na wyżynach w południowej części Półwyspu Arabskiego. Znana jest wyłącznie z północnego Jemenu i południowo-zachodniej Arabii Saudyjskiej. Prowadzi naziemny tryb życia, zamieszkuje górskie tereny pokryte krzewami. Gatunek ten jest słabo poznany i nie wiadomo w jakim stopniu toleruje antropogeniczne zmiany środowiska.

## Liczebność i ochrona
Liczebność tego gatunku ani trend jej zmian nie są znane, ale ocenia się, że zamieszkuje on dość duży obszar. Nie są znane zagrożenia dla tego gatunku. Obecnie jest klasyfikowany jako gatunek najmniejszej troski. Gatunek wymaga dalszych badań w celu określenia zasięgu występowania, liczebności, wymagań środowiskowych i zagrożeń.